# Wenkheim (Adelsgeschlecht)

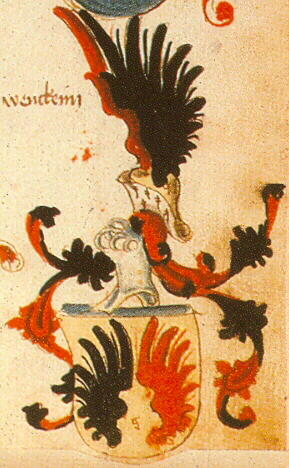
Wappen der Familie im Ingeram-Codex

Die Familie von Wenkheim (auch: Wenckheim) ist ein fränkisches Adelsgeschlecht, dessen Mitglieder sich heute in verschiedene Familienzweige aufteilen. Namensgebender Stammsitz ist Großwenkheim, heute ein Stadtteil von Münnerstadt im unterfränkischen Landkreis Bad Kissingen.

## Geschichte
Der Stammvater dieser Familie soll Albert Wenck gewesen sein. Er war mit Josepha (geborene Wiederhold von Wiedersbach) verheiratet. Der Familienname wandelte sich und ist in der Schreibweise Wenckheim, Wenkheim und Wengkheim zu finden. Ein Enkel dieses Albert Wenck war Joseph August Wenck, ein niederösterreichischer Regierungskanzler, der von Kaiserin Maria Theresia am 27. April 1749 mit dem Prädikat „von Wenckheim“ in den Reichsritterstand erhoben wurde. Seine Söhne wurden am 18. Dezember 1776 in die erbländische Freiherrenwürde und am 7. April 1781 in den ungarischen Freiherrenstand erhoben.
Joseph Wenck, ein k. k. Feldmarschall-Lieutenant, erhielt durch Kaiser Franz II. am 9. April 1802 die Grafenwürde verliehen. So entstanden zwei Linien dieses Geschlechts.
- Johann Baptist von Wengkheim
- Joseph von Wengkheim

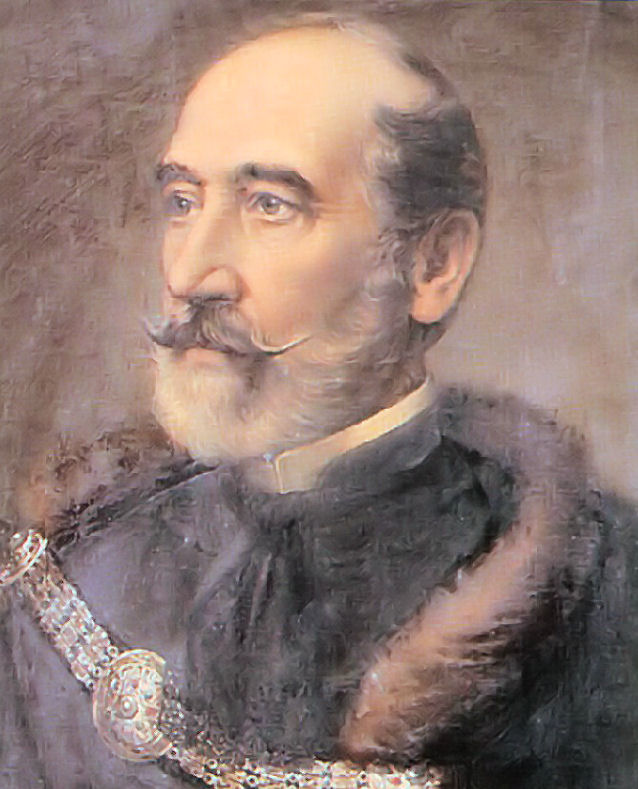
Baron Béla Wenckheim (1811–1879), ungarischer Ministerpräsident

  - Baron Béla Wenckheim (1811–1879), ungarischer Ministerpräsident
- Franz Xaver von Wengkheim (1736–1794), Träger des Maria Theresien-Ordens, Feldmarschall-Lieutenant[2]
- Johann Georg Joseph von Wenckheim (1734–1803) ab 1802 Graf, Feldmarschall-Lieutenant[3]

Aufgrund ihrer Besitzungen war die Familie in den Ritterkantonen Rhön-Werra und Steigerwald immatrikuliert. Mitglieder der Familie gehörten der Gesellschaft der Fürspänger an.
Besitzungen in Unterfranken hatten sie u. a. in Schonungen, Burgstall Willanzheim, Turmhügel Willanzheim. Mit der 1438 erfolgten Übergabe des Schwanbergs als kaiserliches Lehen bemühte sich die Familie um einen Besitzkomplex um die Stadt Iphofen. In Iphofen selbst entstand im 16. Jahrhundert der Wenkheimer Hof als Amtshaus.

## Ungarn

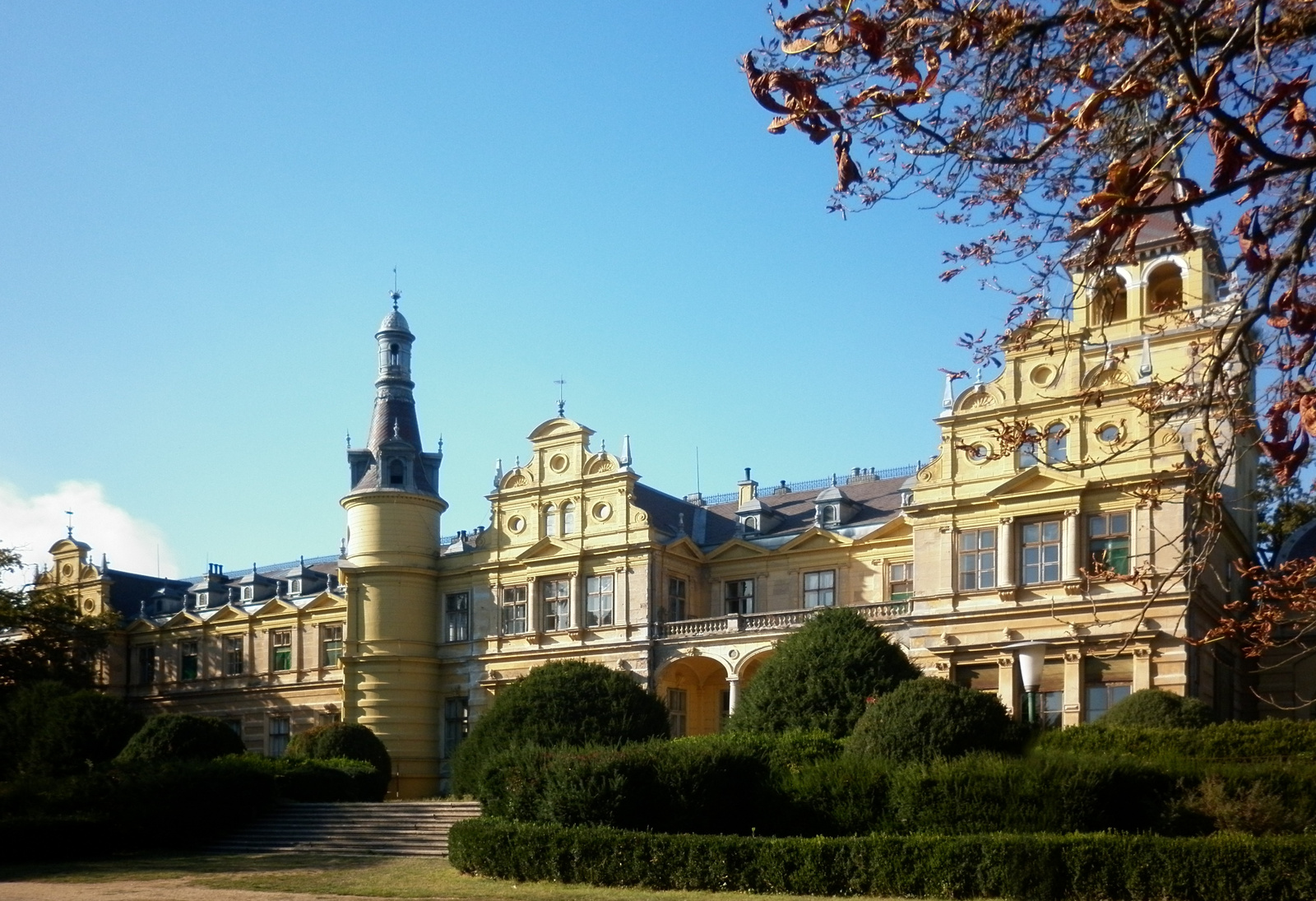
Schloss Wenckheim (Szabadkígyós)

Ein Zweig der Familie etablierte sich im Königreich Ungarn und wurde unter der Herrschaft der Habsburger bedeutend. Die Familie besaß umfangreiche Ländereien und Schlösser in ganz Ungarn. Nach dem Ersten Weltkrieg lagen Teile davon in Rumänien und der heutigen Slowakei, darunter:
- Palais Wenckheim, Budapest
- Schloss Wenckheim (Szabadkígyós)

## Wappen
Der Wappenschild zeigt einen offenen Flug in Rot und Schwarz auf goldenem Grund. Die Helmdecken sind gold, rot und schwarz. Die Helmzier ist wieder der offene Flug in Rot und Schwarz.
Das erweiterte Wappen des ungarischen Zweiges zeigt das ursprüngliche Schild in der Mitte. Oben rechts und unten links zeigt es einen silbernen Halbmond auf blauem Grund. Unten rechts und oben links zeigt einen weißen Grund mit roten diagonalen Streifen mit jeweils drei gelben sechseckigen Sternen. Über dem Wappen ist die Grafenkrone, über der wiederum vier Ritterhelme sich befinden.

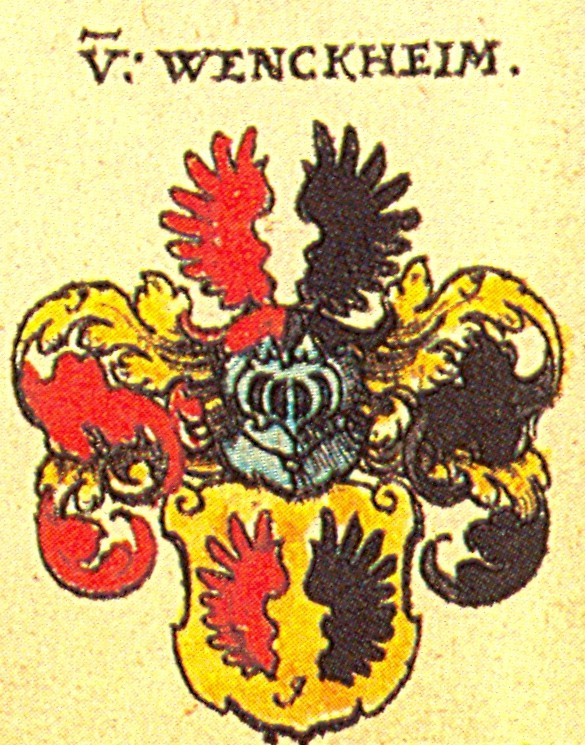
Wappen in Siebmachers Wappenbuch
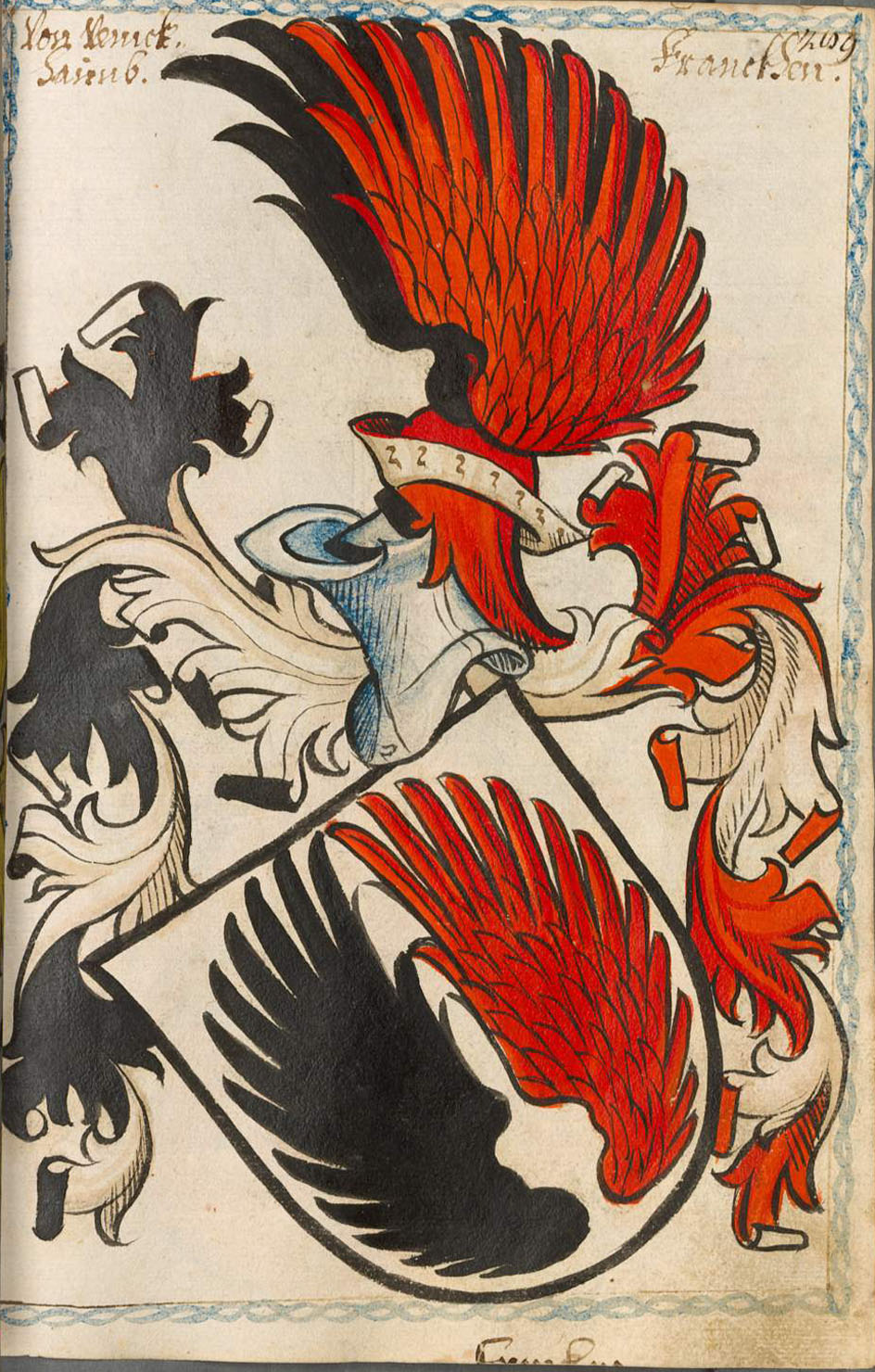
Wappen im Scheiblerschen Wappenbuch